# Fumanchú (atracción)
Fumanchú era una atracción del tipo sillas voladoras, inaugurada el 1 de mayo de 1995, al inaugurarse el parque temático Port Aventura, en Salou, Cataluña (España). Pero esta atracción fue retirada en noviembre de 2011 para poner la entrada de la nueva atracción Shambhala (la montaña rusa más alta de Europa en aquel momento).

## Ficha
| Nombre                | Fumanchú         |
| Tipo de atracción     | Sillas voladoras |
| Intensidad            | Media            |
| Área temática         | China            |
| Fecha de inauguración | 1/5/1995         |
| Estado actual         | Clausurada       |

## Descripción
Era la atracción de las sillas voladoras de PortAventura Park, y estaba situada al lado del mítico Dragon Khan, en el área temática de China. Su funcionamiento era sencillo: consiste en dos hileras de sillas tipo columpios colgadas de lo alto del techo del tiovivo.
Cuando comienza el ciclo, este gira sobre su eje central a la vez que empieza a "crecer" su tronco, deplegándose. Cuando ya ha crecido totalmente, el eje central se inclina hacia un lado mientras sigue girando, provocando un efecto de vuelo impresionante.
Fumanchú fue cerrada en noviembre de 2011 para proceder a la construcción de la nueva atracción Shambhala.

### Atracciones de PortAventura Park
- Shambhala
- Furius Baco
- Dragon Khan
- Grand Canyon Rapids
- Hurakan Condor
- Stampida
- Tomahawk
- El Diablo - Tren de la Mina
- Silver River Flume
- Ferrocarril Tour
- Tutuki Splash
- Tami Tami
- Sea Odyssey
- Templo del Fuego
- Street Misión